# AIM-120 AMRAAM
AIM-120 Advanced Medium-Range Air-to-Air Missile - AMRAAM je moderna ameriška raketa zrak-zrak, ki se lahko izstreli na tarče izven vidnega dosega - BVR (Beyond-visual-range). Uporablja se ne glede na vreme in čas dneva. AIM-120 je raketa tipa "fire & forget", ko se jo enkrat izstreli, raketa deluje avtonomno in pilot se lahko posveti drugi nalogi. Po velikosti in obliki je podobna  Sparrow, ki pa je bila polaktivno radarske vodena, ni imela možnosti fire & forget. 

## Uporaba na letalih
- AV-8B+ Harrier II
- BAE Sea Harrier
- Eurofighter Typhoon
- F-4 Phantom II
- Grumman F-14 Tomcat
- McDonnell Douglas F-15 Eagle
- McDonnell Douglas F-15E Strike Eagle
- General Dynamics F-16 Fighting Falcon
- F/A-18 Hornet
- F/A-18E/F Super Hornet
- F-22  Raptor
- F-5S/T
- Panavia Tornado ADV
- JA 37 Viggen
- Saab JAS 39 Gripen
- EA-18 Growler
- Boeing F-15SE Silent Eagle

## Tehnične specifikacije
- Tip: aktivno radarsko vodena raketa zrak-zrak srednjega dosega
- Država: ZDA
- V uporabi: Od septembra 1991
- Izdelovalec: • Hughes: 1991–97, • Raytheon: 1997–present
- Cena rakete:• $300–$400,000 za 120C različice;• $1,470,000 za 120D (2012)
- Različice: AIM-120A, AIM-120B, AIM-120C, AIM-120C-4/5/6/7, AIM-120D

- Teža: 335 funtov (152 kg)
- Dolžina: 12 čevljev (3,7 m)
- Premer:	7 inč (180 mm)
- Bojna glava: visokoeksplozivna udarno fragmentacijska • AIM-120A/B: WDU-33/B, 50 funtov (22,7 kg); • AIM-120C-5: WDU-41/B, 40 funtov (18,1 kg)
- Detonacijski mehanizem: Active RADAR Target Detection Device (TDD); Quadrant Target Detection Device (QTDD) v AIM-120C-6
- Motor: trdogorivni raketni motor
- Razpon krilc: 20,7 inč (530 mm) (AIM-120A/B)
- Doseg: • AIM-120A/B 55–75 km (30–40 nm); • AIM-120C-5 >105 km (>57 nm);• AIM-120D (C-8) >180 km (>97 nm)
- Hitrost: Mach 4
- Usmerjevalni sistem: INS, aktivni radar